# 2008年至2009年NBA赛季
2008-09 NBA赛季是NBA聯盟第63個赛季。常规赛从2008年10月28日持续到2009年4月15日。在季后赛中，洛杉矶湖人4:1奥兰多魔术获得总冠军。

## 大事紀
- 2008年NBA選秀於6月27日舉行，芝加哥公牛取得選秀狀元的選秀權。[1]
- 部分球隊主力轉至新球隊，較注目的交易如下：
  - 2008年6月26日，密爾沃基公鹿利用鮑比·西蒙斯和易建聯交換新澤西籃網的李察·謝佛遜。[2]
  - 印第安那溜馬把杰梅因·奥尼尔交換至多倫多暴龍，換取TJ·福特。
  - 前金州勇士控球後衛貝倫·戴維斯轉投洛杉磯快艇。
  - 前洛杉磯快艇大前鋒埃尔顿·布兰德轉投費城76人。
  - 前丹佛金塊中鋒马库斯·坎比被交易至洛杉磯快艇。
  - 前波士頓塞爾特人前鋒占士·普斯轉投紐奧良黃蜂。[3]
  - 前薩克拉門托國王前鋒罗恩·阿泰斯特被交易至休斯頓火箭。[4]
- 2008年7月3日，達拉斯獨行俠隊與杰拉德·格林簽訂了一年的合約。[5]
- 多位NBA球員先後前往歐洲，繼續其籃球生涯，包括亞特蘭大老鷹隊的乔什·查尔里斯。
- 北京奧運結束後，部分國家的籃球員相繼被NBA球隊簽下，包括中國後衛孫悅、伊朗中鋒哈達迪等。
- 西雅圖超音速「暫時」結束其在西雅圖的歷史，球隊於新賽季遷往奧克拉荷馬市，並改名為奧克拉荷馬城雷霆（Oklahoma City Thunder）。
- 11月3日，丹佛金塊以後衛阿倫·艾佛遜交換底特律活塞的控球後衛昌西·比卢普斯、前鋒安東尼奧·麥克戴斯及替補中鋒Cheikh Samb。[6]
- 11月7日，猶他爵士以104：97擊敗奧克拉荷馬城雷霆，爵士總教練傑里·斯隆成為NBA歷史上第一位任教同一球隊取得1000場勝仗的總教練。[7]
- 11月8日，紐奧良黃蜂控球後衛克里斯·保罗取得21分13助攻，開季連續六場取得至少20分、10助攻，打破了由奧斯卡·罗伯逊於1968年所保持連續五場的紀錄。[8]
- 11月9日，洛杉磯湖人以111：82擊敗休斯頓火箭，取得開季五連勝，是2003-04賽季以來首次。[9] 其後球隊分別以106：99及93：86戰勝達拉斯獨行俠及紐奧良黃蜂，取得開季七連勝，追平球隊2001－02年賽季的開季連勝紀錄。[10]
- 11月12日，鳳凰城太陽中鋒沙基爾·奧尼爾取得18分、13籃板，以26402分升上NBA總得分榜第10位[11]；12月29日，取得28分、12籃板，進佔第9位[12]；12月30日，再取得24分、13籃板，以26711分升上第8位[13]；1月29日，以26954分升上第7位[14]；3月10日，以27322分升上第6位[15]；3月21日，以27411分升上第5位[16]，是總得分最多的現役球員。
- 11月21日，紐約尼克送出後衛贾马尔·克劳福德至金州勇士，換取前鋒艾尔·哈林顿；另送出大前鋒扎克·兰多夫、後衛马蒂·哥连斯至洛杉磯快艇，換取前鋒蒂姆·托马斯和得分後衛卡蒂诺·莫布里。有評論相信，紐約尼克作出這兩項交易，是為了在2010年清出足夠的薪資空間以網羅勒邦·占士、克里斯·波什等球員。[17]
- 11月29日，紐約尼克前鋒大衛·李取得職業生涯新高的37分、21籃板，並成為自1997年2月23日紐約尼克隊中鋒帕特里克·尤因取得34分、25籃板後，第一位紐約尼克球員取得此成績。另球隊控衛克里斯·杜洪傳出22助攻，打破隊史保持了50年的紀錄。[18]
- 12月2日，洛杉磯湖人得分後衛科比·布莱恩特取得28分，成為NBA史上取得22000分的第二年輕球員。[19] 其後在2月10日取得34分，成為NBA史上取得23000分的最年輕球員。[20]
- 12月7日，洛杉磯湖人以105:92擊敗密爾沃基公鹿，開季取得17勝2負的成績，追平球隊61年來開季19場的最佳紀錄。[21] 中國國家隊後衛孫悅在比賽第四節正式上場，成為中國第一位在NBA正式比賽中上場的非內線球員。[22]
- 12月9日，克里夫蘭騎士以114:94擊敗多倫多暴龍，成為NBA史上第一支球隊能連續九場以12分或以上的差距擊敗對手。勒邦·占士取得三次抄截，超越了马克·普莱斯成為球隊歷史上的抄截王；扎伊德魯納斯·伊爾格斯卡斯取得六個籃板，成為球隊歷史上的籃板王。[23]
- 12月10日，鳳凰城太陽以後衛拉加·贝尔、前鋒伯利斯·迪奧和控球後衛 Sean Singletary 交易至夏洛特山貓，換來得分後衛賈森·理查德森、前鋒傑爾德·達德利及一個2010年第二輪選秀權。[24]；新奧爾良黃蜂、孟菲斯灰熊及華盛頓巫師進行三方交易，黃蜂得到後衛安東尼奧·丹尼爾斯及一個未來第二輪選秀權、巫師得得後衛賈瓦里斯·克里騰頓及迈克·詹姆斯、灰熊則得到一個未來第一輪選秀權。[25]
- 12月10日，丹佛掘金小前鋒卡梅隆·安東尼在對明尼蘇達灰狼的比賽中，於第三節個人獨取33分，打破隊史紀錄（舊紀錄為大卫·汤普森於1978年4月2日所創的32分），追平聖安東尼奧馬刺後衛乔治·格温於1978年4月2日創下的紀錄。[26]
- 12月18日，新奧爾良黃蜂控球後衛克里斯·保罗在對聖安東尼奧馬刺的比賽中，取得3次抄截，連續106場均有至少一次抄截，打破NBA歷史上的紀錄。[27] 其後保罗以連續108場的成績寫下新紀錄。
- 12月23日，波士頓塞爾特人以110：91擊敗費城76人，連勝十九場，創下隊史紀錄（舊紀錄為1981－82年賽季的18連勝）。[28]
- 12月25日，洛杉磯湖人以92：83擊敗波士頓塞爾特人，終結塞爾特人的十九連勝紀錄。湖人總教練菲尔·杰克逊取得教練生涯第一千場勝利，不但成為史上第六位千勝教練，更成為最快達成此里程碑的總教練（1423場，舊紀錄為帕特·莱利的1433場）。[29]
- 12月27日，芝加哥公牛後衛本·戈登投進6顆三分球，超越了斯科蒂·皮蓬，以669顆三分球成為球隊歷史上投進三分球總數最多的球員。[30]
- 1月2日，洛杉磯湖人前鋒保罗·加索尔取得21分，生涯得分突破一萬分。[31]
- 1月21日，洛杉磯湖人中鋒安德鲁·拜纳姆取得42分、15籃板，是自2003年3月21日以來除高比·拜仁外第一位取得40分以上的湖人球員。同時亦是1986-87賽季以後，除沙奎尔·奧尼尔之外唯一一位湖人球員能取得40分、15籃板或以上。[32]
- 1月22日，邁阿密熱火中鋒阿朗佐·莫寧宣佈退休。
- 2月2日，洛杉磯湖人得分後衛高比·拜仁作客紐約尼克，取得61分，打破NBA球員在麥迪遜花園廣場得分最高的紀錄。[33]
- 2月3日，克夫蘭騎士前鋒勒邦·占士對多倫多暴龍，取得33分，成為NBA歷史上最年輕取得12000分的球員（24歲35日，舊紀錄為高比·拜仁的25歲220日）。[34]
- 2月4日，達拉斯獨行俠控球後衛贾森·基德對波特兰开拓者，取得10次助攻，以9895次助攻超越奥斯卡·罗伯逊，成為NBA歷史上助攻第四多的球員。[35]
- 2月5日及8日，洛杉磯湖人先後擊敗波士頓塞爾特人及克里夫蘭騎士，成為NBA史上首支球隊能連續作客擊敗兩支至少打40場、勝率超過80%的球隊。湖人並以6勝0負完成作客之旅，是球隊在1999-2000年賽季後首次，也是2006-07年賽季達拉斯獨行俠後首支球隊有此紀錄。[36]
- 2月11日，尼特·羅便臣取得33分、15助攻、9籃板、5抄截，是自1981年魔術手莊遜之後第一位能取得「33-15-9-5」的球員。[37]
- 多支球隊進行季中交易，其中較受注視的交易如下：
  - 2月1日，洛杉磯湖人把前鋒弗拉迪米爾·拉德馬諾維奇交易夏洛特山貓，換來前鋒亞當·莫里森及後衛香农·布朗。[38]
  - 2月13日，邁阿密熱火把前鋒肖恩·馬里昂及後衛马库斯·班克斯交易多倫多暴龍，換來中前鋒杰梅因·奥尼尔及前鋒Jamario Moon。[39]
- 2月15日，2009年NBA全明星賽於鳳凰城的美國航空中心球館舉行。西區以146:119擊敗東區，洛杉磯湖人得分後衛高比·拜仁及鳳凰城太陽中鋒沙基爾·奧尼爾共同奪得NBA明星賽最有價值球員獎。[40]
- 2月20日，猶他爵士老闆拉里·H·米勒因糖尿病併發症逝世，終年64歲。[41]
- 2月17日至20日，鳳凰城太陽分別以140:100、142:119兩度擊敗洛杉磯快艇、及140:118擊敗奧克拉馬雷霆，成為18季以來第一支能連續三場得分達140分的球隊（上一次為波特蘭開拓者在1990年11月13日至17日間所創）。太陽隊史上則為首次取得此成績。[42]
- 2月21日，金州勇士擊敗奧克拉荷馬雷霆，勇士隊總教練唐·尼爾森取得第1300場勝利, 成為NBA史上第二位得1300場仗的總教練，僅次於蘭尼·威爾肯斯的1332場。[43]
- 2月22日，波士頓塞爾特人队擊敗鳳凰城太陽隊之後，加上芝加哥公牛隊輸球，波士頓塞爾特人因此连续两年成為第一支確定進入季後賽的球隊。
- 2月22日，波特兰开拓者控球後衛史蒂夫·贝力克於比賽第一節送出14次助攻，追平了NBA單節最多助攻的紀錄。[44]
- 2月22日，洛杉磯湖人得分後衛高比·拜仁作客明尼蘇達灰狼，取得28分，超越前輩埃尔金·贝勒，進佔NBA總得分榜第20位，並成為湖人隊史上總得分第三高的球員。[45] 24日，作客奧克拉荷馬雷霆，取得36分，進佔得分榜第19位。[46]
- 2月23日，邁阿密熱火後衛德懷恩·韋德對奧蘭多魔術，取得個人職業生涯新高50分，但球隊以23分之差輸給對手，成為自1994-95賽季後首次（史上第七次）、也是NBA史上第四位造出此成績的球員。[47]
- 2月25日，新澤西網队輸給芝加哥公牛隊之後，成為第一支確定無緣季後賽的球隊。
- 3月1日，鳳凰城太陽以118:111擊敗洛杉磯湖人，太陽中鋒沙基爾·奧尼爾連續第二場取得超過30分（33分），是他自2004以後第一次造出此成績，也是NBA史上第四位年逾35歲仍能造出此成績的球員；湖人得分後衛高比·拜仁取得49分，生涯第96次取得超過40分，是NBA史上第三多的球員。[48]
- 3月1日，達拉斯獨行俠控球後衛賈森·基德對多倫多暴龍，取得15次助攻，生涯累積超過10000次助攻（10002次），成為NBA史上第四位取得超過10000次助攻的球員。[49]
- 3月14日，邁阿密熱火後衛德懷恩·韋德對猶他爵士，取得50分10籃板，成為1989-90賽季以來第四位能夠造出此成績的球員，同時他亦超越了中鋒阿朗佐·莫寧，成為隊史得分王。教練Erik Spoelstra則成為NBA史上第11位能全部勝出教練生涯最初五場加時比賽的總教練。[50]
- 3月15日，鳳凰城太陽以154:130擊敗金州勇士，太陽取得56分快攻得分，是NBA自1997年有這項數字統計以來的最高紀錄。[51]
- 3月16日，奧克拉荷馬雷霆擊敗聖安東尼奧馬刺，聖安東尼奧馬刺總教練格雷格·波波維奇成為NBA史上任教1000場後勝場數第三多的練教練（676場）。[52]
- 3月25日，克里夫蘭騎士擊敗新澤西籃網，取得第58場勝仗，打破隊史於單一賽季取得最多勝場的紀錄。前鋒勒邦·占士取得22分11助攻，成為除奧斯卡·羅拔臣之外，NBA史上第二位能在至少四個賽季都能取得2000分、500籃板及500助攻的球員；同時亦成為史上第九位、亦是現役唯一一位能連續五季都能取得2000分或以上的球員。[53]
- 4月2日，華盛頓巫師擊敗克里夫蘭騎士，成為NBA史上終結對手十三連勝或以上的勝率第二低球隊。[54]
- 4月3日，洛杉磯湖人擊敗休斯敦火箭，取得隊史第11次60勝球季；湖人7年來第一次於單一賽季橫掃火箭。[55]
- 4月5日，達拉斯獨行俠擊敗鳳凰城太陽，獨行俠控球後衛賈森·基德取得19分、20助攻，以36歲13日成為NBA史上取得20次或以上助攻第二老的球員。[56]
- 4月14日，例行賽結束，本季有多項紀錄刷新：[57]
  - 多倫多暴龍控球後衛何塞·卡爾德隆以98.1%刷新NBA史上罰球命中率新高（罰154中151），打破1980-81年休士頓火箭隊的卡爾文·墨菲所創的95.8%紀錄（罰215中206）。
  - 波特蘭拓荒者後衛魯迪·費爾南德斯投進159顆三分球，成為史上於單季投進最多三分球的新人球員，較舊紀錄多出一球（1996-97年紐澤西籃網的克里·基特爾斯）。
  - 金州勇士後衛安東尼·莫羅以46.7%的三分球命中率，成為史上第一個以新人身分（同時也是非選秀球員）拿下三分球王的球員。
  - 新奧爾良黃蜂控球後衛基斯·保羅以11.0次助攻與2.8次抄截，成功同時衛冕這兩個數據，成為NBA史上第一位連續兩季都是助攻兼抄截雙冠王的球員。
  - 鳳凰城太陽中鋒沙基爾·奧尼爾以60.9%的投籃命中率，第10次在投籃命中率榜上稱王，打破了原先與威爾特·張伯倫並列第一的「投籃命中率王」的紀錄。
  - 印第安那溜馬前鋒特洛伊·墨菲以11.8個籃板（聯盟第二）、45.0%三分球命中率（聯盟第三）的成績，成為史上第一位在籃板榜與三分球命中率都排在前五名的球員。
  - 鳳凰城太陽團隊投籃命中率達50.4%，但卻進不了季後賽，是史上第一次。
  - 紐約尼克以204次阻攻（平均每場2.5次阻攻）創下球隊於單季平均阻攻最少的紀錄，舊紀錄亦由該隊在去季所創（213次阻攻，平均2.6次）。

## 常規賽
最後更新：2009年4月16日
|  | 分岸冠軍   |
|  | 分區冠軍   |
|  | 進入季後賽 |
|  | 無緣季後賽 |

### 東岸
| 球隊                | 勝 | 負 | 勝率 | 勝差 |
| ------------------- | -- | -- | ---- | ---- |
| 波士頓塞爾特人（2） | 62 | 20 | .756 | -    |
| 費城76人（6）       | 41 | 41 | .500 | 21.0 |
| 新澤西籃網          | 34 | 48 | .415 | 28.0 |
| 多倫多速龍          | 33 | 49 | .402 | 29.0 |
| 紐約尼克            | 32 | 50 | .390 | 30.0 |

| 球隊              | 勝 | 負 | 勝率 | 勝差 |
| ----------------- | -- | -- | ---- | ---- |
| 克利夫蘭騎士（1） | 66 | 16 | .805 | -    |
| 芝加哥公牛（7）   | 41 | 41 | .500 | 25.0 |
| 底特律活塞（8）   | 39 | 43 | .476 | 27.0 |
| 印第安那溜馬      | 36 | 46 | .439 | 30.0 |
| 密爾沃基公鹿      | 34 | 48 | .415 | 32.0 |

| 球隊              | 勝 | 負 | 勝率 | 勝差 |
| ----------------- | -- | -- | ---- | ---- |
| 奧蘭多魔術（3）   | 59 | 23 | .720 | -    |
| 亞特蘭大老鷹（4） | 47 | 35 | .573 | 12.0 |
| 邁阿密熱火（5）   | 43 | 39 | .524 | 16.0 |
| 夏洛特山貓        | 35 | 47 | .427 | 24.0 |
| 華盛頓巫師        | 19 | 63 | .232 | 40.0 |

### 西岸
| 球隊            | 勝 | 負 | 勝率 | 勝差 |
| --------------- | -- | -- | ---- | ---- |
| 洛杉磯湖人（1） | 65 | 17 | .793 | -    |
| 鳳凰城太陽      | 46 | 36 | .561 | 19.0 |
| 金州勇士        | 29 | 53 | .354 | 36.0 |
| 洛杉磯快艇      | 19 | 63 | .232 | 46.0 |
| 沙加緬度國王    | 17 | 65 | .207 | 48.0 |

| 球隊              | 勝 | 負 | 勝率 | 勝差 |
| ----------------- | -- | -- | ---- | ---- |
| 丹佛金塊（2）     | 54 | 28 | .659 | -    |
| 波特蘭拓荒者（4） | 54 | 28 | .659 | -    |
| 猶他爵士（8）     | 48 | 34 | .585 | 6.0  |
| 明尼蘇達灰狼      | 24 | 58 | .293 | 30.0 |
| 俄克拉何马城雷霆  | 23 | 59 | .280 | 31.0 |

| 球隊                | 勝 | 負 | 勝率 | 勝差 |
| ------------------- | -- | -- | ---- | ---- |
| 聖安東尼奧馬刺（3） | 54 | 28 | .659 | -    |
| 休士頓火箭（5）     | 53 | 29 | .646 | 1.0  |
| 達拉斯獨行俠（6）   | 50 | 32 | .610 | 4.0  |
| 紐奧良黃蜂（7）     | 49 | 33 | .598 | 5.0  |
| 孟菲斯灰熊          | 24 | 58 | .293 | 30.0 |

## 2008-09 NBA賽季 統計數字領先者
| 類別                 | 球員          | 隊伍         | 統計數字 |
| -------------------- | ------------- | ------------ | -------- |
| 每場平均得分         | 德懷恩·韋德   | 邁阿密熱火   | 30.2分   |
| 每場平均籃板         | 杜禮·侯活     | 奧蘭多魔術   | 13.8個   |
| 每場平均助攻         | 克里斯·保罗   | 新奥尔良黄蜂 | 11.0次   |
| 每場平均抄截         | 克里斯·保罗   | 新奥尔良黄蜂 | 2.8個    |
| 每場平均阻攻         | 杜禮·侯活     | 奧蘭多魔術   | 2.92次   |
| 每場平均命中率       | 沙基爾·奧尼爾 | 鳳凰城太陽   | 60.9%    |
| 每場平均罰球命中率   | 何塞·卡爾德隆 | 多伦多猛龙   | 98.1%    |
| 每場平均三分球命中率 | 安東尼·莫羅   | 金州勇士     | 46.7%    |

## NBA獎項
- 最有價值球員：勒布朗·詹姆斯（克里夫蘭騎士）[58]
- 最佳新人：德里克·羅斯（芝加哥公牛）[59]
- 最佳防守球員：杜禮·侯活（奧蘭多魔術）[60]
- 最佳第六人：賈森·特里（達拉斯獨行俠）[61]
- 最佳進步球員：丹尼·格蘭傑（印第安那溜馬）[62]
- 最佳教練：迈克尔·布朗（克里夫蘭騎士）[63]
- 最佳經理：
- 體育道德精神獎：

- NBA一隊：[64]
  - 前鋒：勒布朗·詹姆斯（克里夫蘭騎士）
  - 前鋒：德克·诺维茨基（達拉斯獨行俠）
  - 中鋒：杜禮·侯活（奧蘭多魔術）
  - 後衛：科比·布莱恩特（洛杉矶湖人）
  - 後衛：德懷恩·韋德（邁阿密熱火）
- NBA二隊：
  - 前鋒：蒂姆·邓肯（聖安東尼奧馬刺）
  - 前鋒：保罗·皮尔斯（波士顿凯尔特人）
  - 中鋒：姚明（休斯敦火箭）
  - 後衛：布蘭登·羅伊（波特蘭拓荒者）
  - 後衛：克里斯·保罗（紐奧良黃蜂）
- NBA三隊：
  - 前鋒：卡梅隆·安東尼（丹佛金塊）
  - 前鋒：保罗·加索尔（洛杉磯湖人）
  - 中鋒：沙基爾·奧尼爾（鳳凰城太陽）
  - 後衛：昌西·比卢普斯（丹佛金塊）
  - 後衛：東尼·柏加（聖安東尼奧馬刺）
- NBA防守一隊：[65]
  - 前鋒：凯文·加內特（波士顿凯尔特人）
  - 前鋒：勒布朗·詹姆斯（克里夫蘭騎士）
  - 中鋒：杜禮·侯活（奧蘭多魔術）
  - 後衛：科比·布莱恩特（洛杉矶湖人）
  - 後衛：克里斯·保罗（紐奧良黃蜂）
- NBA防守二隊：
  - 前鋒：沙恩·巴蒂爾（休斯敦火箭）
  - 前鋒：羅恩·阿泰斯特（休斯敦火箭）
  - 中鋒：蒂姆·邓肯（聖安東尼奧馬刺）
  - 後衛：拉簡·朗多（波士顿凯尔特人）
  - 後衛：德懷恩·韋德（邁阿密熱火）
- NBA新秀一隊：[66]
  - 中鋒：布魯克·洛佩斯（新澤西籃網）
  - 後衛：德里克·羅斯（芝加哥公牛）
  - 前鋒：迈克尔·比斯利（邁阿密熱火）
  - 後衛：O·J·梅奥（孟菲斯灰熊）
  - 後衛：拉塞尔·威斯布鲁克（奧克拉荷馬城雷霆）
- NBA新秀二隊：
  - 中鋒：馬克·加索爾（孟菲斯灰熊）
  - 後衛：埃里克·戈登（洛杉磯快艇）
  - 前鋒：凱恩·勒夫（明尼蘇達灰狼）
  - 後衛：D·J·奧古斯丁（夏洛特山貓）
  - 後衛：馬里奧·查爾默斯（邁阿密熱火）
  - 後衛：鲁迪·费尔南德斯（波特蘭拓荒者）

## 外部連結
- NBA官方网站（页面存档备份，存于）
- NBA球员统计数据库

| 前任： 2007-08 NBA赛季 | NBA赛季 2008-09 | 繼任： 2009-10 NBA赛季 |